# Interpellation Hänel

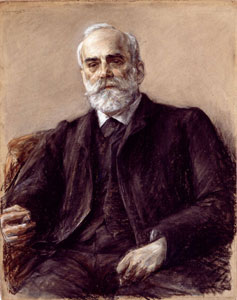
Albert Hänel, Gemälde von Max Liebermann, 1892

Die Interpellation Hänel war eine Anfrage an die preußische Regierung im November 1880. Sie wurde im Preußischen Abgeordnetenhaus, der zweiten Kammer des Preußischen Landtags, von dem Abgeordneten Prof. Albert Hänel eingebracht und von der Fraktion der Fortschrittspartei unterstützt. Die Interpellation bestand in der Frage, wie sich die preußische Regierung zu den Forderungen der Antisemitenpetition stelle und ob eine Beschränkung der Rechte der Juden beabsichtigt sei.
An die knappe Antwort der Regierung, dass keine Änderung der Rechtsverhältnisse beabsichtigt sei, schloss sich eine ausgedehnte Debatte an. Diese erstreckte sich über zwei Tage, während derer führende Mitglieder aller Fraktionen das Wort ergriffen. Auch wenn nur wenige Abgeordnete die Forderungen der Antisemitenpetition offen unterstützen wollten, äußerten sich Vertreter der Konservativen und des Zentrums in antisemitischer Weise.
Dies wurde von den Abgeordneten der Fortschrittspartei (Rudolf Virchow, Eugen Richter, Ludwig Loewe) und der Liberalen Vereinigung (Heinrich Rickert, Alexander Meyer) scharf zurückgewiesen. Insbesondere gelang es der Fortschrittspartei, den Hofprediger Adolf Stoecker bei der Unwahrheit zu stellen, er habe die Antisemitenpetition nicht unterzeichnet, was dessen Glaubwürdigkeit auf Dauer schädigte.

## Vorgeschichte

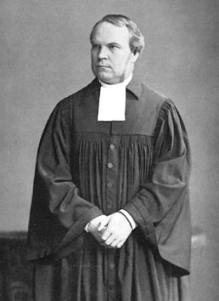
Hofprediger Adolf Stoecker auf einem Foto aus den 1880er Jahren

Mit der Veröffentlichung des Artikels „Unsere Aussichten“ durch Heinrich von Treitschke in den Preußischen Jahrbüchern und mit den Reden des Hofpredigers Adolf Stoecker, der eine antiliberale und staatssozialistische Christlich-Soziale Arbeiterpartei zu etablieren suchte, erhielt der Antisemitismus, der schon seit einigen Jahren geschwelt hatte, ab Ende der 1870er Jahre mit der Berliner Bewegung einen Aufschwung. Spielte sich die Auseinandersetzung zunächst in der Publizistik ab (siehe Berliner Antisemitismusstreit), so kam es im Folgenden immer mehr zu unmittelbaren Übergriffen gegen Juden, wie bei der sogenannten Kantorowicz-Affäre. Bei dieser Affäre hatten die beiden Lehrer Bernhard Förster und Carl Jungfer am 8. November 1880 die Fahrgäste einer Berliner Pferdebahn mit ihren antisemitischen Auslassungen belästigt, woraus sich ein Handgemenge mit dem jüdischen Unternehmer Edmund Kantorowicz entwickelte.
Da die Antisemiten absehbar nicht darauf hoffen konnten, ihre Ziele über die Gesetzgebung durchzusetzen, stellten sie vier Forderungen auf, die auf administeriellem Wege umgesetzt werden sollten: eine Beschränkung der Einwanderung von Juden, ihr Ausschluss vom öffentlichen Dienst („obrigkeitlichen Stellungen“), insbesondere als Richter, ihr Ausschluss vom Lehrerberuf und die Einführung einer amtlichen Statistik der jüdischen Bevölkerung. Hierzu wurde eine Petition aufgesetzt, die mit einer Auflage von 100.000 Exemplaren zur Sammlung von Unterschriften verbreitet wurde.
Am 12. November 1880 veröffentlichten 75 renommierte Wissenschaftler, Unternehmer und Politiker in den Zeitungen die sogenannte Notabeln-Erklärung, in der die antisemitische Bewegung verurteilt wurde. Sie war unterzeichnet unter anderem vom Oberbürgermeister von Berlin Max von Forckenbeck, dem Historiker Theodor Mommsen, dem Naturforscher Rudolf Virchow, dem Industriellen Werner Siemens und dem Politiker der Liberalen Vereinigung Heinrich Rickert.

## Die Interpellation
Der vollständige Titel der Anfrage lautete: „Interpellation des Abgeordneten Dr. Hänel, betreffend die Agitation gegen die jüdischen Staatsbürger.“ und trug die Nummer 41 der Drucksachen. Der vollständige Text lautete:
„Seit geraumer Zeit macht sich gegen die jüdischen Staatsbürger in Preußen eine Agitation geltend, welche zu bedauerlichen Ausschreitungen und zu einer weiter greifenden Beunruhigung Anlaß gegeben hat.
In Verfolg, dieser Agitation wird eine an den Herrn Reichskanzler und Ministerpräsidenten gerichtete Petition verbreitet, welche die Anforderungen erhebt:
1. daß die Einwanderung ausländischer Juden, wenn nicht gänzlich verhindert, so doch wenigstens eingeschränkt werde;
2. daß, die Juden von allen obrigkeitlichen (autoritativen) Stellungen ausgeschlossen werden, und daß ihre Verwendung im Justizdienste – namentlich als Einzelrichter – eine angemessene Beschränkung finde;
3. daß der christliche Charakter der Volksschule, auch wenn dieselbe von jüdischen Schülern besucht wird, streng gewahrt bleibe und in derselben nur christliche Lehrer zugelassen werden, daß in allen übrigen Schulen aber jüdische Lehrer nur in besonders motivirten Ausnahmefällen zur Anstellung gelangen;
4. daß die Wiederaufnahme der amtlichen Statistik über die jüdische Bevölkerung angeordnet werde.

In Veranlassung dessen erlaubt sich der Unterzeichnete, an die Königliche Staatsregierung die Anfrage zu richten:
welche Stellung nimmt dieselbe Anforderungen gegenüber ein, die auf Beseitigung der vollen verfassungsmäßigen Gleichberechtigung der jüdischen Staatsbürger zielen?
Berlin, den 13. November 1880.
Dr. Hänel.“

## Erster Tag der Debatte am Samstag, den 20. November 1880
Der Vizepräsident des Preußischen Staatsministeriums, Graf zu Stolberg-Wernigerode, sagte zu Beginn zu, die Interpellation sofort zu beantworten.
Daran schloss sich die Begründung Albert Hänels für seine Interpellation an. Er erinnerte daran, dass Otto von Bismarck beim Berliner Kongress 1878 darauf bestanden hatte, dass Rumänien, Bulgarien, Montenegro und Serbien ihren Bürgern gleiche Rechte ohne Ansehen der Religion einräumen mussten.

„Meine Herren, es ist nicht irgend welche agitatorische Versammlung gewesen, nicht eine fortschrittliche Partei, nicht irgend eine andere liberale Partei, nicht eine verjüdelte Gesellschaft – allerdings wegen des Lord Beaconsfield muß ich um Nachsicht und Entschuldigung bitten, – sondern es war die Versammlung der Vertreter der europäischen Mächte; es waren die ersten Staatsmänner Europa’s, welche dem Grundsatze eine feierliche Anerkennung verschafften, daß die volle Anerkennung der religiösen Parität und in Folge dessen auch die volle Anerkennung der bürgerlichen und staatsbürgerlichen Gleichberechtigung der Juden, eine so wesentliche Grundlage der europäischen Civilisation, ja der staatlichen Ehre sei, daß ohne die Anerkennung dieser Grundlage der Eintritt in die europäische Völkerrechtsgemeinschaft verweigert werden müsse.“

Graf zu Stolberg-Wernigerode beantwortete dann die Anfrage, indem er einer Beurteilung der Antisemitenpetition auswich: diese sei der Regierung noch gar nicht bekannt. Er bestätigte dann aber, dass eine Veränderung in den Rechten der Juden nicht beabsichtigt sei.

„Hierauf muß ich zunächst konstatiren, daß eine solche Petition, wie hier erwähnt ist, bisher an die Staatsregierung nicht gelangt ist, und daß diese daher auch nicht in der Lage war, den Inhalt derselben in amtliche Erwägung zu ziehen. Gleichwohl, meine Herren, nimmt die Staatsregierung nicht Anstand, die an sie gerichtete Frage dahin zu beantworten, daß die bestehende Gesetzgebung die Gleichberechtigung der religiösen Bekenntnisse in staatsbürgerlichen Beziehung ausspricht und daß das Staatsministerium nicht beabsichtigt, eine Aenderung dieses Rechtszustandes eintreten zu lassen. (Bravo! auf allen Seiten des Hauses.)“

Auf Wunsch sowohl der Rechten als auch der Linken wurde danach die Debatte eröffnet.
Als erster Redner sprach Dr. Reichensperger (Olpe) von der Zentrumspartei. Er stimmte zu, dass die Rechte der Juden nicht beschränkt werden sollten, auch nicht auf dem Verwaltungswege, bestritt aber, dass die Antisemitenpetition verurteilt werden müsste. Hinter dem Berliner Kongress von 1878 stecke etwas anderes:

„Denn in meinen Augen ist diese Thatsache nur ein Beweis dafür, welch unermeßliche internationale Macht bereits jene kleinste Minorität in allen Ländern davongetragen hat. (Sehr richtig! rechts und im Centrum.)“

Nach dem Abgeordneten Seyffarth sprach der Konservative Dr. von Heydebrand und der Lasa. Er bestritt, antisemitisch zu sein, und sprach sich dafür aus, die Rechte der Juden zu achten. Er machte dann allerdings die Juden für die antisemitische Bewegung verantwortlich:

„Wir hoffen und erwarten, daß es in dem gesunden Sinn des einsichtsvolleren Theils unserer jüdischen Mitbürger gelingen werde, diese Beschwerden, die hervorgehen aus der großen Masse des christlichen Volkes, durch etwas taktvolleres Verhalten und etwas größere Mäßigung in dem Gebrauch ihrer Rechte die Spitze abzubrechen.“

Als Nächstes ergriff Rudolf Virchow das Wort. Er beklagte die Antwort der Staatsregierung mit den Worten:

„Nun, meine Herren, wenn ich die Antwort, welche die Königliche Staatsregierung gegeben hat, als eine korrekte bezeichnet habe, so kann ich doch nicht leugnen, daß sie im Ganzen wohl etwas wärmer hätte sein können. Sie war korrekt, aber kühl bis ans Herz hinan!“

Ihm folgte der Abgeordnete Arthur Hobrecht und dann der Führer des Zentrums, Ludwig Windthorst, der betonte, dass er nicht für seine Fraktion argumentiere, sondern persönlich. Er sprach sich auch dafür aus, die Rechte der Juden nicht zu schmälern.
Es wurde eine Fortsetzung der Debatte beschlossen.

## Zweiter Tag der Debatte am Montag, den 22. November 1880

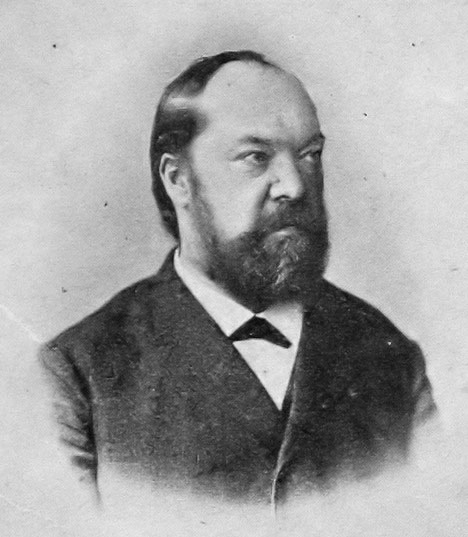
Eugen Richter, Foto

Die Debatte wurde von Alexander Meyer wiedereröffnet. Er wies darauf hin, dass die von den Antisemiten behauptete Masseneinwanderung von Juden eine Schimäre sei.
Danach erhielt Julius Bachem von der Zentrumspartei das Wort. Er behauptete, dass es beispielsweise in Berlin einen „fortschrittlich-jüdischen Terrorismus“ gebe. Dann bediente er diverse antisemitische Klischees:

„Ich erkenne eine Judenfrage als vorhanden an in doppelter Bedeutung, in sozialpolitischer, wirthschaftlicher und sittlich-religiöser. … Es ist nun ferner eine ebenso unbestreitbare Thatsache, daß seit einigen Dezennien, insbesondere in dem letzten Dezennium, eine ungeheure Verschiebung des mobilen und immobilen Besitzes zu Gunsten der Juden eingetreten ist.“

Dies sei teilweise mit „bedenklichen und verwerflichen Mitteln geschehen“.

„Juden sind die Hauptträger des Börsengeschäfts, dessen sehr gefährliche Auswüchse unserm Verkehrsminister das geflügelte Wort von dem ‚Giftbaume‘ Börse eingegeben haben.“

„Es gehört in diese Betrachtung auch das internationale Getreidegeschäft, das gleichfalls wesentlich in jüdischen Händen sich befindet, und dem wir so oft und in diesem Augenblick wieder die bedenkliche Manipulation künstlicher Vertheuerung des Brotes des armen Mannes hauptsächlich verdanken. (Sehr richtig! rechts.)“

Eugen Richter antwortete darauf in einer nach Ansicht der Allgemeinen Zeitung des Judentums „ausführlichen und glänzenden Rede“. Er wies die pauschalen Verdächtigungen der Juden zurück:

„Das sind eben die schlimmsten Wendungen der Rede, die nirgend wo an Thatsachen anknüpfen, (Oho!) die ganz allgemeine Verdächtigungen des jüdischen Charakters enthalten, (Unruhe) die immer blos davon sprechen: ein wesentlicher, ein stärkerer Theil der jüdischen als der christlichen Bevölkerung giebt sich jenem Laster hin, sucht in jeder Weise zu unterdrücken, durch Betrug und unrechte Mittel zu Reichthum zu gelangen. Wo ist die Statistik, die das nachweist? (Rufe rechts: Hier, hier!) Im Gegentheil, die Kriminalstatistik ist für die Judenschaft durchaus günstig. (Widerspruch rechts.)“

Politisch werde die Hetze gegen die Juden auch als Mittel gegen die Liberalen eingesetzt:

„Der Abgeordnete Bachem spricht ja selbst von der jüdischen fortschrittlichen Presse und dergleichen. Weil man die Liberalen in ihren Grundsätzen nicht bekämpfen kann, (Widerspruch.) ohnmächtig dagegen ist in den großen Städten, — darum wird der Racenhaß zu Hülfe gerufen, nicht bloß um das Judenthum zu bekämpfen, sondern es ist die verzweifelte Anstrengung der konservativen Bestrebungen; um sich über Wasser zu halten, hat man zu solchen Mitteln greifen müssen, nicht blos um die Juden zu bekämpfen, sondern um den Liberalismus anzugreifen. Meine Herren, das ist der eigentliche Kern der Sache. (Sehr wahr!).“

Es sei nun notwendig, die antisemitische Bewegung ans Tageslicht zu bringen und zu attackieren:

„Meine Herren, es war gerade Zeit gegenüber einer Bewegung, die sich zu organisiren anfing, die öffentliche Meinung aufmerksam zu machen, was dort im Lande vorgeht. Meine Herren, das Abgeordnetenhaus soll das Gewissen der Nation vertreten; an dieses appelliren wir gegenüber jener im Dunkeln schleichenden Bewegung. (Unruhe.) Die Interpellation, das war die Leuchtkugel, die aufstieg, um alle Minirarbeiter zu kennzeichenen vor dem Volke, die jetzt thätig sind, jene Bewegung wachzurufen. Meine Herren, jetzt ist die Aufmerksamkeit im Lande darauf gelenkt, jetzt sind die Kräfte wachgerufen, jetzt sind sie aus der Offensive in die Defensive geworfen. (Widerspruch).“

Er wandte sich dann der eigentlichen antisemitischen Bewegung unter dem Hofprediger Stoecker zu, die er so kennzeichnete:

„Meine Herren, ich bin bekannt als einer, der die sozialdemokratische Bewegung von Anfang an und in allen Stadien aufs heftigste und entschiedenste bekämpft hat; das muß ich aber sagen: in meinen Augen ist jene christlich-soziale Bewegung viel verderblicher, viel gefährlicher als die sozialdemokratische. (Ruf rechts: Für Sie!)“

Diese sei ebenso sozialistisch wie die Sozialdemokraten, werde aber von den Behörden im Gegensatz zu diesen sehr nachsichtig behandelt:

„Meine Herren, die Sozialdemokraten sind ausgewiesen und wenn sie sich in Hamburg ansiedeln, werden sie weiter ausgewiesen, bis sie übers Meer wandern. Die Träger der christlich-sozialen Bewegung bleiben, während dies den Kleinen geschieht, in Ansehen und Würden im Kreise der Mächtigen. Meine Herren, das Gemeinsame dieser beiden Bewegungen ist das, daß sie überall den Staat voranstellen; sie sagen in ihren Flugschriften — sie liegen hier vor mir — in ihren Wahlaufrufen für Herrn Stoecker: die Gesetzgebung ist schuld, daß Ihr Arbeiter mit Weib und Kind am Hungertuche nagt!“

„Meine, Herren, ich weiß wohl, daß Herr Stoecker in seinen Reden dem Privateigenthum einen größeren Spielraum läßt als die Sozialdemokraten; aber es tritt dies in der Gesammtheit seiner Darstellung mehr zurück. Es ist der Staat, die Organisation der Arbeit durch den Staat, die Verantwortlichkeit durch den Staat, die er anruft, die den Leuten helfen soll, es ist der Staat, dem er Schuld giebt, die Zustände herbeigeführt zu haben, in denen wir uns befinden. Meine Herren, in den Reden finden Sie nichts von jenem Satz: Hilf Dir selbst, so wird Gott Dir helfen; Sie finden in den Reden nichts von dem Satz: Jeder ist seines Glückes Schmied; nichts finden Sie dort von der Macht der Liebe, insbesondere der christlichen Liebe, die dem Andern helfen soll.“

Ausdrücklich geißelte Eugen Richter die persönlichen Angriffe Stoeckers auf Gerson Bleichröder:

„Meine Herren, so persönlich ist noch kein Sozialist aufgetreten. Dort wird gehetzt gegen die Börse, in jeder Weise wird Stimmung gemacht nach dieser Richtung. Es wird sogar in der Rede den Sozialdemokraten vorgeworfen, nicht genug gehetzt zu haben. Herr Stoecker sagt: Warum machen die Sozialdemokraten bloß die Meister und Fabrikanten für ihre Nothlage verantwortlich, warum nicht die Börse? Die Börse ist schuld, aber die wird nicht angegriffen. So stachelt er sie also noch auf nach der Richtung, wo sie nach seiner Meinung noch nicht genug gethan haben.“

Dann sagte er die letzte Konsequenz der antisemitischen Bewegung voraus:

„Meine Herren! Die ganze Bewegung hat einen durchaus ähnlichen Charakter in Bezug auf das letzte Ziel, in Bezug auf die Methode, wie die sozialistische. (Zuruf.) Das ist es, worauf es ankommt. Die kleinen graduellen Unterschiede treten vollständig zurück, das ist gerade das besonders perfide an der ganzen Bewegung, daß während die Sozialisten sich bloß kehren gegen die wirthschaftlich Besitzenden, hier der Racenhaß genährt wird, also etwas, was der einzelne nicht ändern kann und was nur damit beendigt werden kann, daß er entweder todtgeschlagen oder über die Grenze geschafft wird.“

Richter wies darauf hin, dass führende Antisemiten von den Sozialdemokraten übergetreten seien:

„Herr Körner war noch in diesem Frühjahr der von allen sozialistischen Abgeordneten empfohlene Gegenkandidat meines Kollegen Virchow; Finn war bei der letzten Reichstagswahl der sozialistische Gegenkandidat des Kollegen Mendel. Jetzt sehen wir die Herren mit Herrn Stoecker zusammen, sie haben sich in derselben Sitzung gefunden; Herr Stoecker begrüßt sie und freut sich, daß sie sich bei ihm einfänden, und hofft, daß, wenn auch Unterschiede beständen, sie doch zusammengehörten. „Wir königlich preußische Sozialdemokraten“ so nennen sich die Herren!“

Die Sympathisanten der antisemitischen Bewegung sollten die Folgen ihres Tuns bedenken:

„Damals waren auch sogenannte konservative Stimmen hier laut (hört! hört! links) im Jahre 1865. Die konservative Partei drohte uns mit dem Tritt der Arbeiterbataillone, wie man heute von den Christlich-Sozialen in Berlin spricht. Da war es mein Freund Schulze-Delitzsch, der Wagener gegenübertrat, indem er an jenes Gleichniß von der Sphinx erinnerte und sagte: „Im Menschen wohnen zwei Naturen, eine göttliche und eine thierische, — hütet euch, die Bestie im Menschen wach zu rufen, sie wird mit ihren Löwenklauen diejenigen zuerst zerfleischen, die das zu unternehmen wagen!“ Das sage ich Ihnen auch: hüten Sie sich, Christlich-Soziale draußen, die Bestie wilder Leidenschaft in Volksmassen wach zu rufen! Vor der Geistlichkeit werden sie nicht stehen bleiben, mit den Herren werden sie sehr bald fertig werden. (Unruhe und Bewegung.)“

Deshalb müsse die Regierung nun Stellung beziehen, wie Eugen Richter in seinen abschließenden Worten ausführte:

„Eben um der Regierung eine Gelegenheit zu bieten, sich darüber auszusprechen, wie sie dazu steht, einschließlich des Reichskanzlers, das ist der Grund, weshalb wir die Interpellation gestellt haben, und wir freuen uns des Erfolges und wünschen, daß im ganzen Lande von nun an eine kräftige Reaktion diese antisemitische Bewegung niederschlägt, die wahrlich nicht zur Ehre und zur Zier unseres Landes gereicht. (Bravo! links, Zischen rechts.)“

Auf Eugen Richter antwortete Adolf Stoecker in einer Rede, in der er seinen Antisemitismus offen aussprach:

„Die Frage wurzelt in der Religion, in der Race, im Staatsrecht, aber in ihrer Erscheinung – und staatsmännisch kann sie ja gar nicht anders aufgefaßt werden – ist sie eine sozial-ethische Frage von großer nationaler Bedeutung. Darin besteht sie, daß eine halbe Million jüdischer Mitbürger, einem andern Stamme angehörend, in ihrer Religion von uns verschieden, in ihrem Denken, Fühlen, Wollen mit der deutschen Art nicht immer eins, in unserem Volke eine Stellung einnimmt, welche ihrem Zahlenverhältniß durchaus nicht entspricht. Ausgerüstet mit einer starken Kapitalkraft, auch mit vielem Talent, drückt dieser Bevölkerungstheil auf unser öffentliches Leben, nicht bloß im Handel und Gewerbe, sondern ebenso in Kommunalangelegenheiten, in Schulsachen, ja, zuweilen in den kirchlichen Dingen selbst! (Hört! hört! rechts. - Widerspruch links.)“

Stoecker behauptete, nicht die Antisemitenpetition unterschrieben zu haben. Der Fortschrittler Dr. Langerhans erbat eine möglichst schnelle Erstellung der stenografischen Mitschrift, um diese Behauptung festzuhalten. Anschließend widersprach der Fortschrittler Ludwig Loewe verschiedenen Behauptungen, die Adolf Stoecker aufgestellt hatte, so anhand einer seiner Broschüren, dass dieser, anders als in der Sitzung behauptet, einen Rassen-Antisemitismus vertrete:

„… nachdem er also in jener Versammlung, die ich citirt habe, gesagt hat, daß die Judenfrage keine Racenfrage sei, daß, wenn sie eine Racenfrage wäre, sie nur durch Todtschlag beendet und ausgetragen werden könne, sagt Herr Hofprediger Stoecker in der Broschüre ‚das moderne Judenthum‘ in seinem zweiten Vortrag auf Seite 38: ‚auf diesem Boden des Kampfes steht Race gegen Race.‘ (Hört! Hört! links.) Ja, meine Herren, kann man entschiedener ausdrücken, natürlich nicht in einer logischen Folgerung, nicht so, daß der Staatsanwalt gezwungen ist, einzuschreiten, ich sage: kann man klarer feststellen, daß man aufgefordert hat zu Mord und Todtschlag? (Lachen rechts.)“

Ein Antrag auf Schluss der Debatte wurde abgelehnt. Der Konservative Jordan von Kröcher, der die Fortschrittspartei attackierte und Adolf Stoecker unterstützte, erhielt das Wort:

„Sie haben damit erreicht, daß Sie eine Propaganda für unsere Petition gemacht haben, wie wir sie uns wirklich schöner nicht hätten malen können; Sie haben damit erreicht, daß die Judenfrage hier in sachlicher Weise hat erörtert werden können, daß der Abgeordnete Stoecker Gelegenheit hatte, seine Prinzipien in dieser Angelegenheit auseinanderzusetzen. Das ist eigentlich das Ganze, weiter haben Sie ja nichts erreicht.“

Wiederum wurde ein Schluss der Debatte abgelehnt. Auf von Kröcher antwortete Heinrich Rickert. Er forderte Stoecker auf, seine Behauptung zu belegen:

„… der vierte Theil der Männer, welche die bekannte Erklärung gegen die Judenhetze unterschrieben haben, gehören zu denjenigen, welche Theil genommen haben an dem Hexentanz um das goldene Kalb.“

Auf ihn folgte der Konservative Strosser, der wiederum Stoecker unterstützte mit Behauptungen wie:

„Meine Herren, im Gegentheil, jetzt wo die volle Emanzipation eingetreten ist, sehen wir die schlimmen Kräfte des Judenthums in einem Maße auf dem öffentlichen Felde, daß die besseren immer schweigend davor zurücktreten und den schlimmen das Feld lassen; Beweis dafür: diese Brutalität der Presse gegen alles, was den Christen heilig und theuer ist.“

Ein Antrag auf Vertagung scheiterte. Nach einer kurzen Bemerkung von Eugen Richter ergriffen noch einmal Rudolf Virchow und dann der Freiherr von Minnigerode das Wort. Mit kurzen Bemerkungen von Virchow, Franz, Bachem, Dr. Langerhans, Strosser, Stoecker, Dirichlet, Hobrecht, Richter, Virchow, Rickert, Stoecker, Loewe und noch einmal Virchow lief die Debatte aus.

## Nachwirkungen

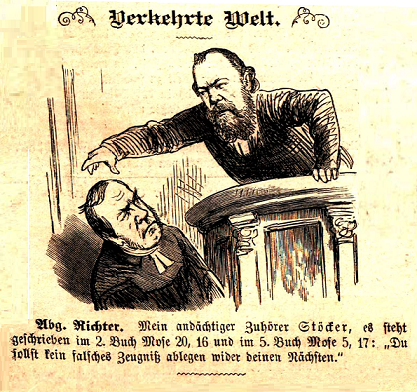
Verkehrte Welt. Eugen Richter hält dem Hofprediger Adolf Stoecker eine Predigt: „Du sollst kein falsches Zeugnis ablegen wider Deinen Nächsten.“ Aus: Berliner Wespen, 8. Juni 1881.

Die Interpellation Hänel war ein wichtiger Schritt, die antisemitische Bewegung in die Defensive zu drängen. In der Reichstagswahl von 1881 wurden ihre Kandidaten in allen sechs Berliner Wahlkreisen von der Fortschrittspartei vernichtend geschlagen. Das gespannte Verhältnis Adolf Stoeckers zur Wahrheit machte sich in der Debatte zum ersten Mal für die breite Öffentlichkeit bemerkbar und setzte sich fort. Eugen Richter urteilte über Stoecker nach den Wahlen:

„Ich muß in der That sagen, diese beiden Stellen bezeichnen das Verfahren des Herrn Stoecker in einer Weise, daß es mir außerhalb des Hauses gar nicht schwer fallen würde, das mit einem kurzen Wort zu bezeichnen. Ich kann mich parlamentarisch nur dahin ausdrücken, daß der Herr Abgeordnete Stoecker noch nicht in ganz wünschenswerther Weise skrupulös bei der Darstellung thatsächlicher Verhältnisse verfahren ist. (Große Heiterkeit links.)“

Die Forderungen der Antisemitenpetition wurden von der Regierung Otto von Bismarcks, insbesondere dem preußischen Innenminister Robert Viktor von Puttkamer, allerdings dennoch stillschweigend aufgenommen. Ab 1884 kam es zu Beschränkungen der Zuwanderung von Juden nach Preußen. Während der Polenausweisungen von 1885/86 wurden auch verhältnismäßig viele polnische Juden, etwa 10.000 von insgesamt 35.000, des Landes verwiesen. Ebenso wurde bei der folgenden Volkszählung eine gesonderte Statistik für die Juden eingeführt. Schwerer zu greifen sind Behinderungen bei der Beförderung und Einstellung von Richtern und Lehrern. 1896 wurde mit dem „Assessorenparagraphen“ versucht, einer Diskriminierung nicht allein von Juden, sondern allgemein von nicht-adligen Bewerbern, eine rechtliche Grundlage zu geben.

## Rezeption
Aus Anlass des Todes von Albert Hänel würdigte die Zeitschrift des Central-Vereins deutscher Staatsbürger jüdischen Glaubens im Jahre 1918 seinen Einsatz und den seiner Parteigenossen bei der Interpellation Hänel. Sie bezog sich dabei auf einen Artikel vom 1. Juni 1918 in der Freisinnigen Zeitung.